# Kvarnträsket (Överkalix socken, Norrbotten)
Kvarnträsket är en sjö i Överkalix kommun i Norrbotten och ingår i Kalixälvens huvudavrinningsområde.